# محوطه لشکستان
محوطه باستانی لشکستان مربوط به هزاره دوم و اوایل هزاره اول قبل از میلاد است و در شهرستان سیاهکل، بخش دیلمان، دهستان پیرکوه، روستای لرده واقع شده و این اثر در تاریخ ۲ مرداد ۱۳۸۷ با شمارهٔ ثبت ۲۳۰۴۵ به‌عنوان یکی از آثار ملی ایران به ثبت رسیده‌است.